# Іштван Клімек
Іштван (Штефан) Клімек (рум. István (Ștefan) Klimek, 15 квітня 1913 — 12 листопада 1988) — румунський футболіст, що грав на позиції нападника, зокрема, за клуб «ІЛСА Тімішоара», а також національну збірну Румунії.

## Клубна кар'єра
Виступав за команди «ІЛСА Тімішоара», «Кінезул» і «Рапід Тімішоара». 

## Виступи за збірну
1935 року дебютував в офіційних матчах у складі національної збірної Румунії. Той товариський матч так і залишився єдиним за збірну і був програний шведам з розгромним рахунком 1-7.
Був присутній в заявці збірної на чемпіонаті світу 1934 року в Італії, але на поле не виходив.
Помер 12 листопада 1988 року на 76-му році життя.